# جاش گیلیز
جاش گیلیز (انگلیسی: Josh Gillies؛ زادهٔ ۱۲ ژوئن ۱۹۹۰) بازیکن فوتبال اهل بریتانیا است.
از باشگاه‌هایی که در آن بازی کرده‌است می‌توان به باشگاه فوتبال کمبریج یونایتد، باشگاه فوتبال بلیث اسپارتانس، باشگاه فوتبال گیتزهد، باشگاه فوتبال هالیفاکس تاون، باشگاه فوتبال کارلایل یونایتد، و باشگاه فوتبال ویتلی بای اشاره کرد.
وی همچنین در تیم ملی فوتبال England C بازی کرده‌است.